# Microdon microtuberculatus
Microdon microtuberculatus är en tvåvingeart som beskrevs av Hull 1964. Microdon microtuberculatus ingår i släktet myrblomflugor, och familjen blomflugor. Inga underarter finns listade i Catalogue of Life.